# Liste der Biografien/Valm
Liste der Biografien |
Portal Biografien |
Personensuche
# |
A |
B |
C |
D |
E |
F |
G |
H |
I |
J |
K |
L |
M |
N |
O |
P |
Q |
R |
S |
T |
U |
V |
W |
X |
Y |
Z |
?
 
Va |
Ve |
Vh |
Vi |
Vj |
Vl |
Vn |
Vo |
Vr |
Vs |
Vt |
Vu |
Vy
 
Vaa |
Vab |
Vac |
Vad |
Vae |
Vaf |
Vag |
Vah |
Vai |
Vaj |
Vak |
Val |
Vam |
Van |
Vap |
Vaq |
Var |
Vas |
Vat |
Vau |
Vav |
Vaw |
Vax |
Vay |
Vaz
 
Vala |
Valb |
Valc |
Vald |
Vale |
Valf |
Valg |
Valh |
Vali |
Valj |
Valk |
Vall |
Valm |
Valn |
Valo |
Valp |
Valq |
Vals |
Valt |
Valu |
Valv |
Valy |
Valz
Die Liste der Biografien führt alle Personen auf, die in der deutschsprachigen Wikipedia einen Artikel haben. Dieses ist eine Teilliste mit 11 Einträgen von Personen, deren Namen mit den Buchstaben „Valm“ beginnt.

## Valm

### Valma
- Valmalète, Madeleine de (1899–1999), französische Pianistin und Musikpädagogin

### Valmi
- Valmier, Georges (1885–1937), französischer Maler, Bühnenbildner und Designer
- Valmiki, Autor des indischen Heldenepos Ramayana
- Valmin, Natan (1898–1967), schwedischer Klassischer Archäologe

### Valmo
- Valmon, Andrew (* 1965), US-amerikanischer Sprinter
- Valmond, Hébert († 2018), haitianischer Geheimdienstchef
- Valmont de Bomare, Jacques-Christophe (1731–1807), französischer Naturforscher
- Valmont, Tamia (* 1947), französische Sängerin (auch Tänzerin)
- Valmont, Véra (* 1934), französische Schauspielerin

### Valmy
- Valmy, Marcel (1922–2001), deutscher Schriftsteller und Drehbuchautor
- Valmy, René (1920–1977), französischer Sprinter und Weitspringer